# توری این سابینا
توری این سابینا (به ایتالیایی: Torri in Sabina) یک کومونه در ایتالیا است که در استان ریتی واقع شده‌است.

## خصوصیات
توری این سابینا ۲۶٫۱ کیلومترمربع مساحت و ۱٬۳۱۰ نفر جمعیت دارد و ۲۷۵ متر بالاتر از سطح دریا واقع شده‌است.